# 川上理恵
川上理恵（かわかみ りえ、 1971年4月8日 - ）は、埼玉県川口市出身の女子車いすバスケットボール選手。脊髄損傷により車いす生活を余儀なくされていたところリハビリのスポーツ指導員から勧められ車いすバスケットボールを始める。2000年のシドニーパラリンピック、2004年のアテネパラリンピック、2008年の北京パラリンピックの3回のパラリンピック出場経験があり、シドニーでは銅メダルを獲得している。
2008年には埼玉県が障害を持ちながらも活躍を収めた人物に贈る塙保己一賞の奨励賞を受賞した。2000年には彩の国功労賞を受賞している。